# Lijst van burgemeesters van Leidschendam-Voorburg
Dit is een lijst van burgemeesters van de Nederlandse gemeente Leidschendam-Voorburg in de provincie Zuid-Holland sinds haar stichting op 1 januari 2002.
| Ambtsperiode                | Naam burgemeester                     | Partij of stroming | Bijzonderheden                                               |
| --------------------------- | ------------------------------------- | ------------------ | ------------------------------------------------------------ |
| 1 jan. 2002 - 1 feb. 2007   | Mr. Michiel (M.A.P.) van Haersma Buma | VVD                | voorafgaand burgemeester van Voorburg                        |
| 22 feb. 2007 - nov. 2007    | Drs. Bruno (B.J.) Bruins              | VVD                | waarnemend                                                   |
| 9 nov. 2007 - 11 mei 2015   | Hans (J.W.) van der Sluijs            | VVD                | werkzaamheden tijdelijk neergelegd i.v.m. gezondheid partner |
| 20 mei 2015 - 18 okt. 2015  | Joan (J.M.) Leemhuis-Stout            | VVD                | waarnemend                                                   |
| 19 okt. 2015 - 1 sept. 2016 | Hans (J.W.) van der Sluijs            | VVD                |                                                              |
| 5 sept. 2016 - 31 aug. 2021 | Klaas (K.) Tigelaar                   | ChristenUnie       |                                                              |
| 1 sept. 2016 - 5 mrt. 2023  | Jules (J.G.) Bijl                     | D66                | waarnemend                                                   |
| 6 mrt. 2023 - heden         | Martijn (M.W.) Vroom                  | CDA                | [ 3 ]                                                        |